# Lambarkiyine
Lambarkiyine  (in arabo لمباركيين‎?) è un centro abitato e comune rurale del Marocco situato nella provincia di Berrechid, regione di Casablanca-Settat. Conta una popolazione di 8 559 abitanti (censimento 2014).